# Baruch Ashlag

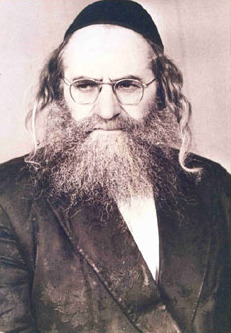
Baruch Ashlag

Baruch Shalom HaLevi Ashlag (hebräisch ברוך שלום הלוי אשלג), auch bekannt als Rabash (* 22. Januar 1907 in Warschau; † 13. September 1991 in Bnei Berak), war ein Kabbalist, der Erstgeborene und Nachfolger von Rabbi Yehuda Ashlag, Autor des Sulam-Kommentars des Buches Sohar. Er schrieb  Shlavey HaSulam (Sprossen der Leiter), Dargot HaSulam (Stufen der Leiter), Igrot Rabash (Briefe des Rabash).

## Leben
Ashlag  wurde in Warschau, Kongresspolen, Russisches Kaiserreich, geboren. Im Alter von neun Jahren begann er, mit den auserwählten Studenten seines Vaters, des Kabbalisten Rabbi Yehuda Ashlag, Kabbala zu studieren und begleitete ihn auf seinen Ausflügen zum Rabbi von Porsov und dem Rabbi von Belz. Im Jahr 1921 kam er mit seiner Familie in das Land Israel und setzte seine Studien an der chassidischen Institution „Torat Emet“ fort.
Von den damaligen Oberrabbinern Abraham Isaac Kook, Joseph Chaim Sonnenfeld und Yakov Moshe Harlap wurde er im Alter von 20 Jahren zum Rabbiner ordiniert. Er wollte das Wissen der Thora, das er als Beruf erworben hatte, nicht nutzen. Die meiste Zeit seines Lebens war er ein einfacher Arbeiter, der Straßenarbeiten, Bauarbeiten und niedere Schreibtischarbeiten ausführte. Als er heranwuchs, wurde er zum Hauptschüler seines Vaters. Er begleitete ihn auf dessen Ausflügen, erledigte Botengänge für ihn und kümmerte sich um jedes seiner Bedürfnisse.
Oft studierte er mit seinem Vater unter vier Augen, und was er von ihm gehört hatte, schrieb er in sein persönliches Notizbuch. So wurden Tausende von  Notizen angesammelt, die Rabbi Yehuda Ashlags Erläuterungen hinsichtlich der spirituellen Arbeit einer Einzelperson dokumentieren. Rabbi Yehuda Ashlag wurde als einer der führenden Kabbalisten des 20. Jahrhunderts betrachtet. Er ist aufgrund seines Sulam-Leiter-Kommentars zum Buch Sohar als Baal HaSulam („Herr der Leiter“) bekannt.
Über 30 Jahre lang studierte er Kabbala mit seinem Vater. Als sein Vater, Baal HaSulam, krank wurde, bestimmte er Rabash dazu, an seiner Stelle seine Schüler zu unterrichten. Nach dem Ableben des Baal HaSulam nahm Rabash den Platz seines Vaters als Leiter der Ashlag-Chassidim ein und widmete sein Leben von nun an der Fortführung der Methode seines Vaters, der Deutung und Erweiterung der Schreiben seines Vaters und der Verbreitung der Kabbala unter den Menschen. 
Aufgrund unerfreulicher Debatten über die Rechte zur Veröffentlichung des Buches Sohar einschließlich der Sulam-Kommentare, die sein Vater verfasst hatte, verließ Baruch Ashlag Israel für drei Jahre und verbrachte die meiste Zeit davon in Großbritannien. Während dieser Zeit führte er auch Gespräche mit Rabbi Menachem Mendel Schneerson von Lubawitsch, Rabbi Joel Teitelbaum von Satmar und anderen bekannten Schulhäuptern. Außerdem lehrte er Kabbala in Gateshead und anderen Städten Großbritanniens.
Nach seiner Rückkehr nach Israel studierte und unterrichtete Rabash weiter. Er wollte nicht öffentlich als Kabbalist bekannt werden; daher lehnte er, genauso wie zuvor sein Vater, jegliche Angebote offizieller Stellen ab. Nach dem Ende der 1960er Jahre änderte er seine Gewohnheiten und begann, Kabbala in breiteren Kreisen überall dort zu lehren, wo ein Interesse dafür bestand. Hebron, Tiberias und Jerusalem waren einige der Städte, die er besuchte. Im Jahre 1976 erweiterte er seine Seminare, und sein  Haus in Bnei Berak wurde zu einer geräumigen Synagoge. Er selbst bezog die zweite Etage des Gebäudes. Gelegentlich fuhr er nach Tiberias, um für sich zu sein.
Im Jahre 1983 traten etwa 40 neue Studenten der Kabbalistengruppe bei, die Rabash bis zu diesem Zeitpunkt unterrichtet hatte. Um ihnen dabei zu helfen, sich leichter und schneller in die Gruppe einfügen zu können, begann er Essays zu schreiben, die die spirituelle Entwicklung einer Einzelperson beschrieben, sowie die grundlegende Arbeit innerhalb einer Gruppe von Kabbalisten. Von 1984 bis zu seinem Tode verfasste er regelmäßig einen wöchentlichen Artikel und übergab ihn seinen Schülern. Im Laufe der Zeit sammelten seine Schüler diese von ihm geschriebenen Essays und veröffentlichten sie in einer fünfbändigen Publikation, die als Shlavey HaSulam (Sprossen der Leiter) bekannt ist. Rav Baruch Shalom HaLevi Ashlag starb am 13. September 1991. Begraben wurde er auf dem Har HaMenuchot.

## Gesellschaftliche Doktrin
Rabbi Yehuda behauptete, dass der Mensch ein soziales Wesen ist und nicht ohne eine Gesellschaft, die ihn in seinen Grundbedürfnissen versorgt, existieren kann. Wie sein Vater vor ihm, glaubte Rabash, dass sich ein Individuum in ständiger Beeinflussung durch die Umgebung befindet, in der es sich aufhält. Von dem Moment an, in dem eine Person einer bestimmten Gesellschaft beitritt, hat sie keine Freiheit der Wahl mehr und ist ihrem Einfluss völlig ausgeliefert. Gemäß Ashlag ist die einzige Wahl die Wahl der Umgebung, welche die Werte, die man annehmen will, auf einen projiziert.
Da der spirituelle Weg einer schmalen Linie gleicht, von der man sich vorsehen muss, abzuweichen, ist eine Gesellschaft, die dazu da ist, einen Menschen bei seinem Lebensziel zu unterstützen und zu fördern, von großer Wichtigkeit. So wie sein Vater verbrachte er viele Jahre damit, die Grundlagen zum Aufbau einer kooperativen Gesellschaft zu formulieren, eine Gesellschaft, die Spiritualität anstrebt, auf die Weise, mit der Kabbalisten Generationen hindurch es wahrgenommen haben: die Liebe des Schöpfers durch den Erhalt der Liebe des Mitmenschen zu erlangen. Aus diesem Grund sind die meisten Artikel von Rabash der Erklärung und Vereinfachung der Prinzipien der spirituellen Arbeit eines jeden Einzelnen in solch einer Gesellschaft gewidmet.

## Korrekte Herangehensweise an das Studium
Rabbi Baruch Ashlag behauptet, dass zwei Elemente für unseren spirituellen Weg unbedingt erforderlich sind. Zuerst muss man eine Umgebung finden, die uns so sicher und so schnell wie möglich zur „Gleichheit der Form“ mit unserem Schöpfer bringt. Dann muss man wissen, wie man korrekt an das Studium der Kabbala herangeht, sodass keine Zeit verloren geht. Generationen hindurch glaubten die Kabbalisten, dass während des Studiums ein Licht, ein „umgebendes Licht“, auf die Seele des Menschen scheint. Um dieses Licht innerhalb der Seele zu empfangen, muss man nur wollen, dass dieses Licht unsere Seele durchdringt. In anderen Worten muss man die Zustände erleben wollen, von denen der Kabbalist, der das Buch schrieb, berichtet. Dies ist jedoch ein vielschichtiger Vorgang, der Zeit und große Bemühungen seitens des Studenten erfordert, denn man muss in einen Zustand des „Gebets“ kommen, d. h. man muss ein vollkommenes Verlangen formulieren, die höhere Wirklichkeit zu erreichen.
Der Schwerpunkt seiner Lehren liegt nicht im Verständnis des Unterrichtsstoffes, sondern im Verlangen eines jeden Einzelnen. Von dem Zeitpunkt an, wo ein Mensch einen vollständigen Drang erreicht hat, Spiritualität zu erreichen, öffnet sich die spirituelle Welt, und man entdeckt die höheren Welten, die vom Autor beschrieben sind.

Im Buch Shamati, Essay 209, erwähnt er drei Bedingungen, mit denen man ein „wahres“ Gebet, das vollkommene Verlangen  nach Spiritualität, entwickelt:  

„Es gibt drei Bedingungen für ein Gebet: a) Man muss glauben, dass Er [der Schöpfer] einem helfen kann. b) Dass man keine andere Lösung mehr weiß, dass man bereits alles getan hat, was möglich war, und dennoch keine Heilmittel für seine Beschwerden gefunden hat. c) Dass, wenn Er einem nicht hilft, der Tod besser als leben ist. Beim Gebet handelt es sich um die Arbeit des Herzens. Und je verlorener jemand ist, desto größer ist sein Gebet“

## Zitate
„Und nun werden wir über die Liebe Gottes sprechen. Zuerst sollte man wissen, dass Liebe durch gute Taten erworben wird. Indem man Freunden Geschenke gibt, wird jedes Geschenk zu einem Pfeil, der das Herz des Freundes durchbohrt, und obwohl das Herz des Freundes wie ein Fels ist, so bohrt doch jedes Projektil ein Loch, und aus diesen vielen Löchern wird ein Raum geschaffen. Dann dringt die Liebe des Geschenkgebers in diesen Raum ein, und die Wärme der Liebe zieht die Funken der Liebe des Freundes an. Aus diesen zwei Liebeselementen wird dann ein Gewand, welches beide somit einhüllt.“

„...Aber wir sehen, dass eine Sache allen zu eigen ist, nämlich in Hochstimmung zu sein, wie es heißt „Ein Anliegen im Herzen soll anderen gesagt werden“. Dies ist so, weil weder Reichtum noch Wissen helfen, wenn man guter Laune ist. Jemand kann eher dem Nächsten helfen...Es folgt, dass alle und jeder aufpassen sollen, wie sie dem Freund helfen können und ihn in gute Laune zu versetzen, denn in Hochstimmung kann man den Mangel im Freund entdecken, den man erfüllen kann.“

„...Ähnlich zehn Leuten, die von weit her ein Flugzeug am Himmel beobachten. Einem erscheint das Flugzeug wie ein kleiner Punkt und manche benutzen Ferngläser, die das Flugzeug mannigfaltig vergrößern. Und jeder besitzt ein anderes Fernglas, d. h. für den einen vergrößert es etwas mehr und für den anderen weniger. Es stellt sich dann heraus, dass einer das Flugzeug für vier Meter lang hält, ein anderer sagt, es sind drei, und ein anderer meint zwei, usw. Zweifellos geben sie alle wahrheitsgemäß das an, was sie sehen, aber dennoch liegen Unterschiede vor. Trotz allem verursachen all diese Unterschiede keine Veränderung im Flugzeug selbst. Vielmehr liegen diese Veränderungen im Auge des Betrachters. Ähnlich ist es in der Spiritualität: Die Vielzahl der Veränderungen erscheinen lediglich entsprechend dem Verdienst der Qualifikationen der Niederen.“

## Nachfolger
Nach seinem Ableben fuhren mehrere Studenten damit fort, gemäß seiner Methode zu studieren. Die bekanntesten unter ihnen sind Avraham Mordechai Gotlieb und Michael Laitman. Ein weiterer seiner Schüler ist der D’zerke Rabbi Aharon Brizel, der zur Zeit diese Methode in Jerusalem und New York unterrichtet. Es gibt ebenso einige seiner Studenten und Anhänger, die intensiv mit Rabash studiert hatten und nun in ruhiger Weise ausgesuchte Gruppen und Einzelpersonen unterrichten.

## Publikationen
Rabashs hauptsächliches Engagement galt der Interpretation und Erweiterung der Aufsätze seines Vaters. Da er seine Essays in einer einfachen Sprache schrieb, sind sie viel leichter zu lesen als die Aufsätze früherer Kabbalisten. Baruch Ashlag widmete den größten Teil seiner Bemühungen der sorgfältigen Ausarbeitung des spirituellen Weges eines Individuums, vom ersten Schritt an, der Frage „Was ist die Bedeutung meines Lebens?“, bis hin zum Aufstieg zur Enthüllung der spirituellen Wirklichkeit. Seine Schüler bezeugen, dass „Rabash glaubte, dass jede Person - Mann, Frau und selbst das kleinste Kind - die innere Dimension der Thora studieren kann, allein dadurch, dass sie sich die Korrektur ihrer Seelen wünschen.“
- Shamati („Ich hörte“): Dies ist Rabashs persönliches Notizbuch, in dem er alles aufschrieb, was er von seinem Vater während der gesamten Zeit des Studiums bei ihm gehört hatte. Die Einzigartigkeit dieses Buches liegt in seinem Inhalt und in der (dialogorientierten) Sprache, in der es verfasst wurde. Das Buch enthält Essays, welche die spirituellen Zustände beschreiben, die man auf dem spirituellen Weg erfährt. Diese Essays sind die einzigen existierenden Dokumentationen über die Gespräche des Autors des Sulam-Kommentars mit seinen Schülern. An seinem Sterbebett übergab Rabash sein Notizbuch seinem Hauptschüler und persönlichen Assistenten, Rav Michael Laitman, der es drei Jahre nach dem Tode von Rabash veröffentlichte. Der Buchtitel stammt vom Originaleinband des Notizbuches, auf dem Rabash selbst „Shamati“ (Ich hörte) geschrieben hatte. Seit dem zweiten Nachdruck des Buches enthält es ebenso „Die Melodien der Höheren Welt“ – Musiknoten zu fünfzehn der Melodien, die Baal HaSulam und Rabash komponiert hatten.

- Igrot Rabash („Briefe des Rabash“): Es handelt sich um Briefe, die Baruch Ashlag seinen Schülern schickte, während er in Übersee war. In seinen Briefen beantwortete er die Fragen seiner Schüler in Bezug auf ihren spirituellen Weg und Fortschritt, erklärte die spirituelle Bedeutung der jüdischen Feiertage gemäß Kabbala und befasste sich mit vielen anderen Themen.

- Dargot HaSulam („Stufen der Leiter“): Dies ist eine zweibändige Publikation, die in erster Linie von Rabash im Laufe seines Lebens geschriebene Äußerungen und Aufzeichnungen enthält. Sie wurden meist als Entwürfe auf Papierfetzen niedergeschrieben und dienten als Schlagzeilen, Entwürfe für Essays und Antworten, die er an seine Schüler schrieb. Dieses Buch kann eine Menge über Rabashs Geistes- und Gedankenzustand lehren, und es enthält die Essays aus dem Buch Shamati.

- Shlavey HaSulam („Sprossen der Leiter“): Eine umfassende fünfbändige Zusammenfassung aller Essays Rabashs, verfasst zwischen 1984 und 1991. In dieser Veröffentlichung erläutert Ashlag im Detail seine kabbalistische Doktrin durch eine kabbalistische Interpretation der Thora, als Allegorie auf den spirituellen Weg eines Menschen in unserer Welt. Dabei beginnt er bei der Arbeit des Menschen in der Gruppe, die ein fundamentales Element seiner Lehre darstellt.